# Гусеницеїд сіроволий
Гусеницеїд сіроволий (Conopophaga ardesiaca) — вид горобцеподібних птахів родини гусеницеїдових (Conopophagidae). 

## Поширення
Вид поширений на східних схилах Анд на південному сході Перу та в Болівії. Трапляється в екорегіоні Юнга.

## Опис
Дрібний птах, завдовжки 12,5-14 см, вагою до 26 г. Тіло пухке з великою сплющеною головою, коротким конічним дзьобом, короткими і закругленими крилами, квадратним хвостом та міцними ногами. Спина, крила, хвіст, боки та черево коричневого кольору. Голова, шия та груди темно-сірого кольору. За очима лежить біла тонка смуга.

## Спосіб життя
Мешкає у передгірних рідколіссях. Трапляється поодинці. Активний вдень. Живиться комахами та іншими дрібними безхребетними, на яких полює із засідки на дереві. Моногамний птах. Сезон розмноження триває з червня по листопад. Гніздо будує на гілках серед епіфітів. У кладці 2-3 яєць.